# Det friherrelige Heintzeske Forlods
Det friherrelige Heintzeske Forlods var et dansk baroni, oprettet i 1845 af Josias Friedrich Ernst von Heintze-Weissenrode med en kapital på 200.000 kroner (et såkaldt forlods, idet baroniet bestod af penge snarere end jord). Den friherrelige slægt Heintze-Weissenrode er uddød i Danmark, men lever fremdeles i udlandet.